# Iron Bowl

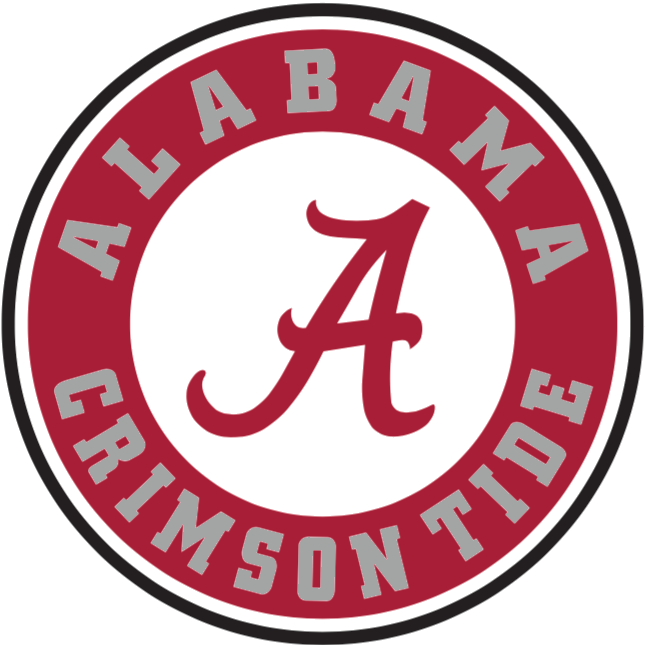

La rivalità di Football Americano tra Alabama e Auburn, meglio conosciuta come Iron Bowl, è una partita di football americano universitario tra i Crimson Tide dell'Università dell'Alabama e i Tigers dell'Università di Auburn, entrambi membri fondatori della Southeastern Conference (SEC) e situati nello stato dell'Alabama. La serie è considerata una delle rivalità calcistiche più importanti nello sport americano. Questa rivalità, iniziata nel 1893, è stata disputata per molti anni al Legion Field di Birmingham, Alabama.
All'inizio del XX secolo, Birmingham era la principale città industriale del Sud degli Stati Uniti, rivaleggiando con Pittsburgh, Pennsylvania, nella produzione di ghisa, coke, carbone e acciaio. Di conseguenza, il termine "Iron Bowl" (Bowl del Ferro) è diventato rappresentativo della rivalità. Si attribuisce all'allenatore di Auburn, Ralph "Shug" Jordan, l'aver coniato il termine: quando nel 1964 i giornalisti gli chiesero come avrebbe affrontato la delusione di non partecipare a un bowl game, rispose: "Abbiamo il nostro bowl game. Lo giochiamo ogni anno. È l'Iron Bowl a Birmingham."
La partita si giocava tradizionalmente durante il fine settimana del Ringraziamento, ma nel 1993 le scuole decisero di anticiparla alla settimana precedente il Ringraziamento, per concedersi una pausa in vista di una possibile qualificazione al campionato della SEC, introdotto nel 1992. Nel 2007, la Conference votò per vietare alle squadre di avere una pausa prima della finale di campionato, riportando l’Iron Bowl al tradizionale weekend del Ringraziamento.
Questa rivalità è da tempo una delle più intense del panorama universitario. È particolarmente accesa perché entrambe le scuole sono state tra le migliori squadre della nazione per la maggior parte del tempo a partire dagli anni ’50. Insieme, hanno vinto 38 titoli SEC: 30 per l'Alabama e 8 per Auburn. Entrambe sono tra i programmi più vincenti nella storia del football universitario maggiore: l'Alabama è seconda per numero totale di vittorie tra le scuole della Division I FBS, mentre Auburn è al 13º posto.  Dal tardo anni '70, la sfida di fine stagione è stata trasmessa in televisione a livello nazionale ogni anno, ad eccezione del 1993, quando Auburn fu esclusa dalla diretta televisiva a causa di sanzioni NCAA. L'Alabama conduce la serie con un record di 51–37–1.
Per gran parte del XX secolo, la partita si è disputata ogni anno a Birmingham, dove l'Alabama ha vinto 34 partite contro le 18 di Auburn. Quattro partite si sono svolte a Montgomery, Alabama, con due vittorie per squadra. Al Legion Field di Birmingham, i biglietti erano equamente divisi tra le due scuole: negli anni pari, l'Alabama era la squadra di casa, mentre Auburn lo era negli anni dispari. Auburn ruppe questa tradizione nel 1989, spostando la partita per la prima volta nel proprio stadio. I Tigers accettarono di giocare un'ulteriore partita come squadra di casa a Birmingham nel 1991, prima di trasferire definitivamente le partite casalinghe al Jordan-Hare Stadium di Auburn a partire dal 1993. L'Alabama continuò a programmare le proprie partite casalinghe della serie a Birmingham fino alla stagione 1998, prima di trasferirle permanentemente al Bryant-Denny Stadium di Tuscaloosa a partire dal 2000.

## Risultati
| Nº | Data       | Città      | Squadra Vincente     | Risultato | Squadra Perdente     |
| -- | ---------- | ---------- | -------------------- | --------- | -------------------- |
| 1  | 22/02/1893 | Birmingham | Auburn Tigers        | 32 - 22   | Alabama Crimson Tide |
| 2  | 29/11/1893 | Montgomery | Auburn Tigers        | 40 - 16   | Alabama Crimson Tide |
| 3  | 29/11/1894 | Montgomery | Alabama Crimson Tide | 18 - 0    | Auburn Tigers        |
| 4  | 23/11/1895 | Tuscaloosa | Auburn Tigers        | 48 - 0    | Alabama Crimson Tide |
| 5  | 17/11/1900 | Montgomery | Auburn Tigers        | 53 - 5    | Alabama Crimson Tide |
| 6  | 15/11/1901 | Tuscaloosa | Auburn Tigers        | 17 - 0    | Alabama Crimson Tide |
| 7  | 18/10/1902 | Birmingham | Auburn Tigers        | 23 - 0    | Alabama Crimson Tide |
| 8  | 23/10/1903 | Montgomery | Alabama Crimson Tide | 18 - 6    | Auburn Tigers        |
| 9  | 12/11/1904 | Birmingham | Auburn Tigers        | 29 - 5    | Alabama Crimson Tide |
| 10 | 18/11/1905 | Birmingham | Alabama Crimson Tide | 30 - 0    | Auburn Tigers        |
| 11 | 17/11/1906 | Birmingham | Alabama Crimson Tide | 10 - 0    | Auburn Tigers        |
| 12 | 16/11/1907 | Birmingham | Alabama Crimson Tide | 6 - 6     | Auburn Tigers        |
| 13 | 04/12/1948 | Birmingham | Alabama Crimson Tide | 55 - 0    | Auburn Tigers        |
| 14 | 03/12/1949 | Birmingham | Auburn Tigers        | 14 - 13   | Alabama Crimson Tide |
| 15 | 02/12/1950 | Birmingham | Alabama Crimson Tide | 34 - 0    | Auburn Tigers        |
| 16 | 02/12/1951 | Birmingham | Alabama Crimson Tide | 25 - 7    | Auburn Tigers        |
| 17 | 29/11/1952 | Birmingham | Alabama Crimson Tide | 21 - 0    | Auburn Tigers        |
| 18 | 28/11/1953 | Birmingham | Alabama Crimson Tide | 10 - 7    | Auburn Tigers        |
| 19 | 27/11/1954 | Birmingham | Auburn Tigers        | 28 - 0    | Alabama Crimson Tide |
| 20 | 26/11/1955 | Birmingham | Auburn Tigers        | 26 - 0    | Alabama Crimson Tide |
| 21 | 01/12/1956 | Birmingham | Auburn Tigers        | 34 - 7    | Alabama Crimson Tide |
| 22 | 30/11/1957 | Birmingham | Auburn Tigers        | 40 - 0    | Alabama Crimson Tide |
| 23 | 29/11/1958 | Birmingham | Auburn Tigers        | 14 - 8    | Alabama Crimson Tide |
| 24 | 28/11/1959 | Birmingham | Alabama Crimson Tide | 10 - 0    | Auburn Tigers        |
| 25 | 26/11/1960 | Birmingham | Alabama Crimson Tide | 3 - 0     | Auburn Tigers        |
| 26 | 02/12/1961 | Birmingham | Alabama Crimson Tide | 34 - 0    | Auburn Tigers        |
| 27 | 01/12/1962 | Birmingham | Alabama Crimson Tide | 38 - 0    | Auburn Tigers        |
| 28 | 30/11/1963 | Birmingham | Auburn Tigers        | 10 - 8    | Alabama Crimson Tide |
| 29 | 26/11/1964 | Birmingham | Alabama Crimson Tide | 21 - 14   | Auburn Tigers        |
| 30 | 27/11/1965 | Birmingham | Alabama Crimson Tide | 30 - 3    | Auburn Tigers        |
| 31 | 03/12/1966 | Birmingham | Alabama Crimson Tide | 31 - 0    | Auburn Tigers        |
| 32 | 02/12/1967 | Birmingham | Alabama Crimson Tide | 7 - 3     | Auburn Tigers        |
| 33 | 30/11/1968 | Birmingham | Alabama Crimson Tide | 24 - 16   | Auburn Tigers        |
| 34 | 29/11/1969 | Birmingham | Auburn Tigers        | 49 - 26   | Alabama Crimson Tide |
| 35 | 28/11/1970 | Birmingham | Auburn Tigers        | 33 - 28   | Alabama Crimson Tide |
| 36 | 27/11/1971 | Birmingham | Alabama Crimson Tide | 31 - 7    | Auburn Tigers        |
| 37 | 02/12/1972 | Birmingham | Auburn Tigers        | 17 - 16   | Alabama Crimson Tide |
| 38 | 01/12/1973 | Birmingham | Alabama Crimson Tide | 35 - 0    | Auburn Tigers        |
| 39 | 29/11/1974 | Birmingham | Alabama Crimson Tide | 17 - 13   | Auburn Tigers        |
| 40 | 29/11/1975 | Birmingham | Alabama Crimson Tide | 28 - 0    | Auburn Tigers        |
| 41 | 27/11/1976 | Birmingham | Alabama Crimson Tide | 38 - 7    | Auburn Tigers        |
| 42 | 26/11/1977 | Birmingham | Alabama Crimson Tide | 48 - 21   | Auburn Tigers        |
| 43 | 02/12/1978 | Birmingham | Alabama Crimson Tide | 34 - 16   | Auburn Tigers        |
| 44 | 01/12/1979 | Birmingham | Alabama Crimson Tide | 25 - 18   | Auburn Tigers        |
| 45 | 29/11/1980 | Birmingham | Alabama Crimson Tide | 34 - 18   | Auburn Tigers        |
| 46 | 28/11/1981 | Birmingham | Alabama Crimson Tide | 28 - 17   | Auburn Tigers        |
| 47 | 27/11/1982 | Birmingham | Auburn Tigers        | 23 - 22   | Alabama Crimson Tide |
| 48 | 03/12/1983 | Birmingham | Auburn Tigers        | 23 - 20   | Alabama Crimson Tide |
| 49 | 01/12/1984 | Birmingham | Alabama Crimson Tide | 17 - 15   | Auburn Tigers        |
| 50 | 30/11/1985 | Birmingham | Alabama Crimson Tide | 25 - 23   | Auburn Tigers        |
| 51 | 29/11/1986 | Birmingham | Alabama Crimson Tide | 21 - 17   | Alabama Crimson Tide |
| 52 | 27/11/1987 | Birmingham | Auburn Tigers        | 10 - 0    | Alabama Crimson Tide |
| 53 | 25/11/1988 | Birmingham | Auburn Tigers        | 15 - 10   | Alabama Crimson Tide |
| 54 | 02/12/1989 | Auburn     | Auburn Tigers        | 30 - 20   | Alabama Crimson Tide |
| 55 | 01/12/1990 | Birmingham | Alabama Crimson Tide | 16 - 7    | Auburn Tigers        |
| 56 | 30/11/1991 | Birmingham | Alabama Crimson Tide | 13 - 6    | Auburn Tigers        |
| 57 | 26/11/1992 | Birmingham | Alabama Crimson Tide | 17 - 0    | Auburn Tigers        |
| 58 | 20/11/1993 | Auburn     | Auburn Tigers        | 22 - 14   | Alabama Crimson Tide |
| 59 | 19/11/1994 | Birmingham | Alabama Crimson Tide | 21 - 14   | Auburn Tigers        |
| 60 | 18/11/1995 | Auburn     | Auburn Tigers        | 31 - 27   | Alabama Crimson Tide |
| 61 | 23/11/1996 | Birmingham | Alabama Crimson Tide | 24 - 23   | Auburn Tigers        |
| 62 | 22/11/1997 | Auburn     | Auburn Tigers        | 18 - 17   | Alabama Crimson Tide |
| 63 | 21/11/1998 | Birmingham | Alabama Crimson Tide | 31 - 17   | Auburn Tigers        |
| 64 | 20/11/1999 | Auburn     | Alabama Crimson Tide | 28 - 17   | Auburn Tigers        |
| 65 | 18/11/2000 | Tuscaloosa | Auburn Tigers        | 9 - 0     | Alabama Crimson Tide |
| 66 | 17/11/2001 | Auburn     | Alabama Crimson Tide | 31 - 7    | Auburn Tigers        |
| 67 | 23/11/2002 | Tuscaloosa | Auburn Tigers        | 17 - 7    | Alabama Crimson Tide |
| 68 | 22/11/2003 | Auburn     | Auburn Tigers        | 28 - 23   | Alabama Crimson Tide |
| 69 | 20/11/2004 | Tuscaloosa | Auburn Tigers        | 21 - 13   | Alabama Crimson Tide |
| 70 | 19/11/2005 | Auburn     | Auburn Tigers        | 28 - 18   | Alabama Crimson Tide |
| 71 | 18/11/2006 | Tuscaloosa | Auburn Tigers        | 22 - 15   | Alabama Crimson Tide |
| 72 | 24/11/2007 | Auburn     | Auburn Tigers        | 17 - 10   | Alabama Crimson Tide |
| 73 | 29/11/2008 | Tuscaloosa | Alabama Crimson Tide | 36 - 0    | Auburn Tigers        |
| 74 | 27/11/2009 | Auburn     | Alabama Crimson Tide | 26 - 21   | Auburn Tigers        |
| 75 | 26/11/2010 | Tuscaloosa | Auburn Tigers        | 28 - 27   | Alabama Crimson Tide |
| 76 | 26/11/2011 | Auburn     | Alabama Crimson Tide | 42 - 14   | Auburn Tigers        |
| 77 | 24/11/2012 | Tuscaloosa | Alabama Crimson Tide | 49 - 0    | Auburn Tigers        |
| 78 | 30/11/2013 | Auburn     | Auburn Tigers        | 34 - 28   | Alabama Crimson Tide |
| 79 | 29/11/2014 | Tuscaloosa | Alabama Crimson Tide | 55 - 44   | Auburn Tigers        |
| 80 | 28/11/2015 | Auburn     | Alabama Crimson Tide | 29 - 13   | Auburn Tigers        |
| 81 | 26/11/2016 | Tuscaloosa | Alabama Crimson Tide | 30 - 12   | Auburn Tigers        |
| 82 | 25/11/2017 | Auburn     | Auburn Tigers        | 26 - 14   | Alabama Crimson Tide |
| 83 | 24/11/2018 | Tuscaloosa | Alabama Crimson Tide | 52 - 21   | Auburn Tigers        |
| 84 | 30/11/2019 | Auburn     | Auburn Tigers        | 48 - 45   | Alabama Crimson Tide |
| 85 | 28/11/2020 | Tuscaloosa | Alabama Crimson Tide | 42 - 13   | Auburn Tigers        |
| 86 | 27/11/2021 | Auburn     | Alabama Crimson Tide | 24 - 22   | Auburn Tigers        |
| 87 | 26/11/2022 | Tuscaloosa | Alabama Crimson Tide | 49 - 27   | Auburn Tigers        |
| 88 | 25/11/2023 | Auburn     | Alabama Crimson Tide | 27 - 24   | Auburn Tigers        |
| 89 | 30/11/2024 | Tuscaloosa | Alabama Crimson Tide | 28 - 14   | Auburn Tigers        |

## Statistiche
| Giocate    | Totale | Vittorie Alabama | Pareggi | Vittorie Auburn |
| ---------- | ------ | ---------------- | ------- | --------------- |
| Birmingham | 53     | 34               | 1       | 18              |
| Auburn     | 17     | 7                | 0       | 10              |
| Tuscaloosa | 15     | 8                | 0       | 7               |
| Montgomery | 4      | 2                | 0       | 2               |
| Totale     | 89     | 51               | 1       | 37              |